# Paul Taubadel

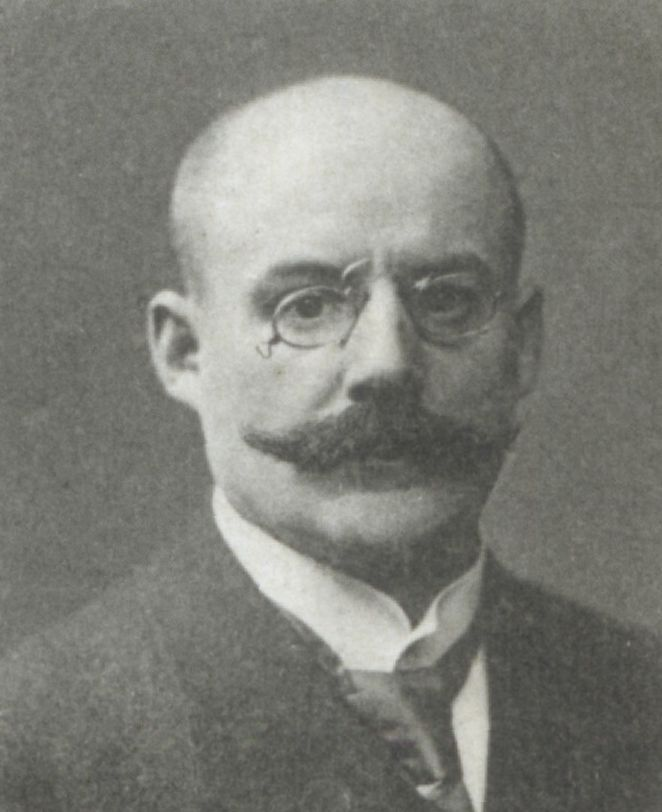
Paul Taubadel als Reichstagsabgeordneter 1912

Paul Taubadel (* 29. Oktober 1875 in Terpitzsch; † 2. März 1937 in Görlitz) war ein deutscher Politiker (SPD).

## Leben und Wirken

### Jugend und Politische Anfänge (1875 bis 1906)
Taubadel wurde 1875 als Sohn eines Arbeiters und einer Hausfrau geboren. Von 1882 bis 1890 besuchte er die Volksschule in Görlitz. Anschließend absolvierte er von 1891 bis 1894 eine Maurerlehre. Während seiner Lehre trat er in die Gewerkschaft und in die Sozialdemokratische Partei Deutschlands (SPD) ein. Nach dem Abschluss seiner Lehre ging Taubadel auf die damals übliche Gesellenwanderung. Bis 1906 ging er seinem Beruf in verschiedenen deutschen Städten nach. In Görlitz wurde er Gewerkschaftsfunktionär und Vorsitzender des SPD-Bezirkes Görlitz. Außerdem amtierte er als unbesoldetes Gauvorstandsmitglied des Gaus Görlitz. 1904 heiratete Taubadel die Verkäuferin Emma Maria Elisabeth Mattusch.

### Gewerkschafter und Redakteur (1906 bis 1933)
Als Gewerkschafter trat Taubadel 1906 erstmals öffentlich hervor, als er die Leitung eines Streiks der Maurer in Bautzen und Görlitz übernahm. In Chemnitz bewarb sich Taubadel um den Posten eines Lokalbeamten in der dortigen Maurerorganisation.
In der SPD engagierte Taubadel sich zu dieser Zeit vor allem als Redakteur der lokalen Parteizeitung der SPD, der Görlitzer Volkszeitung. Als Chefredakteur der Volkszeitung fungierte der spätere Reichskanzler Hermann Müller, mit dem Taubadel einige Jahre lang eng zusammenarbeitete und auch enge persönliche Bande knüpfte. Eine kommunistische Publikation aus den 1960er Jahren beschreibt Taubadel in dieser Zeit als die „rechte Hand“ Müllers, außerdem urteilt sie, Taubadel sei damals ein „sauberer, anständiger Mensch, aber absolut rechtsstehend“ gewesen.
Nach der Berufung von Hermann Müller in den Parteivorstand der SPD wurde Taubadel auf Vorschlag Müllers zum neuen Chefredakteur der Volkszeitung berufen. Diese Tätigkeit, die er bis 1933 ausübte, trat Taubadel am 6. Oktober 1906 an. In den folgenden Jahren baute Taubadel die Infrastruktur seiner Zeitung systematisch aus: 1909 erwarb er ein Grundstück in der Görlitzer Luisenstraße, wo er den Hauptsitz der Redaktion einrichtete. Im selben Jahr errichtete er eine eigene Druckerei für die Zeitung, so dass die Volkszeitung seit März 1910 in Göritz selbst und nicht mehr, wie bisher, in Dresden gedruckt werden konnte. Arrondiert wurde das Unternehmen Görlitzer Volkszeitung durch den Aufbau der Genossenschaft Arbeiterdruckerei und des Sparvereins Görlitzer Volkszeitung. Eine persönliche Folge, die Taubadels Tätigkeit als Redakteur nach sich zog, war, dass er in der Kaiserzeit zu mehreren Gefängnisstrafen verurteilt wurde.
Seit 1907 nahm Taubadel als Delegierter an den Parteitagen der SPD teil. Insgesamt übte er bis 1927 neunmal Delegiertenfunktion aus.

### Politischer Mandatsträger (1910 bis 1932)
1910 erhielt Taubadel sein erstes politisches Mandat, als er Mitglied der Stadtverordnetenversammlung der Stadt Görlitz wurde. Dieser gehörte er insgesamt bis 1924 an.
Im Januar 1912 wurde Taubadel als Kandidat der SPD für den Wahlkreis 9 (Liegnitz) in den Reichstag gewählt, dem er zunächst bis zum November 1918 angehörte. Seit 1912 gehörte er außerdem dem Landrat von Görlitz/Lauban an. Nach der Novemberrevolution von 1918 übernahm Taubadel die Leitung des Arbeiter- und Soldatenrates in Görlitz. Im Dezember desselben Jahres wurde er zum 1. Rätekongress nach Berlin delegiert.
Im Februar 1919 wurde Taubadel zum Unterstaatssekretär für das Reichspostamt ernannt. Im selben Monat wurde er Mitglied der Weimarer Nationalversammlung, in der er den Wahlkreis 11 (Liegnitz) vertrat. Im Juni 1920 zog er als Kandidat der SPD für den Wahlkreis 9 (Liegnitz) in den ersten Reichstag der Weimarer Republik ein, dem er ohne Unterbrechung bis zum Juli 1932 angehören sollte. Nach einer Neudurchnummerierung der Wahlkreise anlässlich der Reichstagswahl vom Mai 1924 vertrat Taubadel in den Jahren 1924 bis 1932 den Wahlkreis 8 (Liegnitz). 1921 war zusammen mit Otto Wels Vorsitzender des Reichsparteitages der SPD in Görlitz (Görlitzer Parteitag).

### Letzte Jahre (1933 bis 1937)
1933 wurde Taubadel, seit langem an Asthma erkrankt, Rentner. Die Görlitzer Volkszeitung wurde im selben Jahr von den Nationalsozialisten verboten. Taubadel starb 1937 in Görlitz, wo er auch beigesetzt wurde.
In Görlitz erinnert die Paul-Taubadel-Straße, die seit 1990 wieder seinen Namen trägt, an ihn.